# Christian Griepenkerl

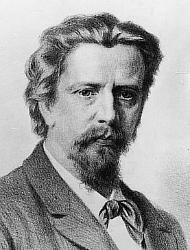
Christian Griepenkerl, 1882.

Christian Griepenkerl, född 17 mars 1839, död 22 mars 1916, var en tysk konstnär.
Griepenkerl utförde efter sin lärare Carl Rahls död några av dennes dekorativa utkast för det nya operahuset i Wien. I flera palats utförde han tak- och väggdekorationer med mytologiska och allegoriska motiv, och den stora mötessalen i Atens vetenskapsakademi är smyckad med ett av hans vackraste verk, Prometeusmyten.